# Sebastián Vezzani
Sebastián Vezzani es un lateral-volante zurdo surgido de las divisiones inferiores de Racing de Córdoba, y con pasado en Godoy Cruz, Belgrano, San Martín de San Juan, Olmedo de Ecuador, Villa Mitre de Bahía Blanca y Club Atlético Alumni de Villa María. En su actualidad juega en Atlas FC